# كاوبوي (فلم 1966)
فيلم رعاة البقر (بالإنجليزية: Cowboy) هو فيلم وثائقي أمريكي قصير صدر عام 1966 من إخراج مايكل أهنمان وإنتاج شركة Ahnemann وغاري شلوسر (بالإنجليزية: Gary Schlosser). تم ترشيحه لجائزة الأوسكار لأفضل فيلم وثائقي قصير.

## روابط خارجية
- مقالات تستعمل روابط فنية بلا صلة مع ويكي بيانات